# Generální tajemník OSN
Generální tajemník OSN je nejvyšší úředník a vedoucí představitel Organizace spojených národů (OSN). Jeho úkolem je vést a koordinovat práci OSN. Generální tajemník řídí práci jednoho ze šesti základních orgánů organizace - Sekretariátu OSN. Do funkce je volen Valným shromážděním OSN na doporučení Rady bezpečnosti OSN, přičemž zpravidla je v úřadu pět let a může být zvolen maximálně na dvě funkční období.

## Historie a současné působení
Funkce generálního tajemníka OSN byla vytvořena na základě Charty OSN (kapitola XV, článek 97). Od založení OSN v roce 1945 bylo do funkce generálního tajemníka zvoleno celkem devět lidí. Prvním generálním tajemníkem byl norský diplomat Trygve Lie, který zastával tuto funkci v letech 1946 až 1952. Poté následovalo sedm dalších generálních tajemníků: Dag Hammarskjöld, U Thant, Kurt Waldheim, Javier Pérez de Cuéllar, Butrus Butrus-Ghálí, Kofi Annan, Pan Ki-mun.
Současným generálním tajemníkem je António Guterres, a OSN předsedá od roku 2017. V roce 2021 byl zvolen na další pětileté období. António Guterres se například ve svém funkčním období zviditelnil, když v roku 2021 ostře kritizoval nedostupnost vakcín na COVID-19 pro chudobnější země. Světem v roku 2022 rezonovala věta, která zazněla jako součást projevu Antónia Guterrese na úvod klimatické konference COP27: "Jsme na cestě do klimatického pekla a nohu držíme na plynu." V souvislosti s ruskou invazí na Ukrajině, António Guterres při návštěvě v Kyjevě v roku 2022 poznamenal: "Válka je absurdností 21. století. Válka je zlo."

## Volba a funkční období
Proces volby generálního tajemníka je komplexní a probíhá na základě doporučení Rady bezpečnosti OSN. Rada bezpečnosti nominuje kandidáty a doporučuje je k volbě Valnému shromáždění OSN. Členské země Valného shromáždění pak společně volí generálního tajemníka na základě kvalifikace a zkušeností jednotlivých kandidátů. Vzhledem k tomu, že doporučení na kandidáta musí přijít od Rady bezpečnosti OSN, nominaci může vetovat kterýkoli z pěti stálých členů Rady, přičemž platí, že kandidát na generálního tajemníka by neměl být občanem kterékoliv ze stálých členů Rady bezpečnosti OSN. Generální tajemník je volen na pětileté období, a může být zvolen na maximálně dvě funkční období.

## Pravomoci a povinnosti
Generální tajemník je nejvyšší úředník OSN, a je zodpovědný za koordinaci a řízení činnosti organizace v souladu s Chartou OSN. Role generálního tajemníka je klíčová pro účinné fungování Organizace spojených národů a pro prosazování mezinárodní spolupráce a stability. Generální tajemník OSN je zodpovědný za zajištění účinného fungování všech oddělení a orgánů OSN a jejich koordinaci s dalšími mezinárodními organizacemi. V souvislosti s udržováním mezinárodního míru se v Chartě OSN (kapitola XV, článek 99) píše: “Generální tajemník OSN může upozornit Radu bezpečnosti na jakoukoli záležitost, která by podle jeho názoru mohla ohrozit zachování mezinárodního míru a bezpečnosti."
Role, pravomoci a povinnosti generálního tajemníka OSN jsou stanoveny v Chartě OSN (XV kapitola, články 97 - 101). Mezi jeho zodpovědnosti patří zejména monitorování mezinárodních sporů, prosazování mezinárodní spolupráce s členskými státy OSN, podpora koordinace mírových procesů a prevence konfliktů, koordinace humanitární pomoci v oblastech postižených konfliktem a katastrofami, prosazování lidských práv, podpora udržitelného rozvoje a řešení globálních výzev, jako jsou například změna klimatu, migrace nebo pandemie.
Generální tajemník je vrcholový manažer Sekretariátu OSN a má odpovědnost za vedení tohoto orgánu. Kromě toho se také stará o plnění úkolů a projektů OSN a nese odpovědnost za jejich správné fungování. Dále má odpovědnost za finanční správu OSN, a hraje důležitou roli při sestavování rozpočtu organizace a řízení jejích finančních zdrojů. Rovněž zodpovídá za personální správu Sekretariátu OSN. Je zodpovědný za jmenování vedoucích pracovníků a zaměstnanců Sekretariátu, dále také jmenuje podtajemníky pro zhruba padesát funkcí OSN, včetně ředitelů fondů, jako je UNICEF, UNDP a další. Protože jednotlivé členské země OSN se snaží prosadit své vlastní kandidáty na tyto pozice, další funkcí generálního tajemníka je dohlížet na to, aby byla zajištěna široká a různorodá reprezentace vedení OSN.
Kancelář Sekretariátu dohlíží také na mírové mise, a spravuje desítky mírových operací po celém světě. Generální tajemník má zodpovědnost za zastupování OSN v diplomatických jednáních s vládami a mezinárodními organizacemi.

## Seznam generálních tajemníků
|   | Portrét | Jméno                               | Úřadující                                          | Stát a světadíl                          | Region v OSN               | Poznámky | Cit.                 |
| - | ------- | ----------------------------------- | -------------------------------------------------- | ---------------------------------------- | -------------------------- | --- | -------------------- |
| - |         | Gladwyn Jebb (1900–1996)            | (před první volbou) 24. října 1945 – 2. února 1946 | Spojené království, Evropa               | Západní Evropa & další     | Gladwyn Jebb byl britský diplomat a právník, který sehrál významnou roli při vzniku Organizace spojených národů po Druhé světové válce. Stal se stal prvním předsedou Výkonného výboru OSN v roce 1945, těsně předtím, než byla zavedena funkce generálního tajemníka OSN. Ve funkci předsedy Výkonného výboru se Gladwyn Jebb podílel na tvorbě listiny OSN a pracoval na řešení řady mezinárodních otázek. V roce 1946 byl zvolen do funkce dočasného generálního tajemníka OSN a v této roli se zasadil o reformu organizace a zajištění hladkého chodu nové instituce. Po skončení svého funkčního období v roce 1946 se vrátil do diplomatických služeb Spojeného království a zastával několik významných pozic v britské vládě.                                                                                         | [ 16 ]               |
| 1 |         | Trygve Lie (1896–1968)              | 2. února 1946 – 10. listopad 1952                  | Norsko, Evropa                           | Západní Evropa & další     | Trygve Lie byl norský diplomat a první generální tajemník Organizace spojených národů. Předtím působil mimo jiné jako norský ministr zahraničních věcí a byl aktivní v odbojovém hnutí během Druhé světové války. Jako generální tajemník se soustředil na posílení role OSN v udržování mezinárodního míru a bezpečnosti, včetně vytvoření mírových sil OSN. Trygve Lie sehrál klíčovou roli při vytváření státu Izrael. Po svém odchodu z funkce generálního tajemníka se vrátil do norské politiky a také pracoval pro různé mezinárodní organizace. | [ 17 ] [ 18 ] [ 19 ] |
| 2 |         | Dag Hammarskjöld (1905–1961)        | 10. dubna 1953 – 18. září 1961                     | Švédsko, Evropa                          | Západní Evropa & další     | Dag Hammarskjöld byl švédský diplomat a druhý generální tajemník Organizace spojených národů. Ve své politické kariéře se angažoval především v socio-ekonomických otázkách, mimo jiné byl součástí předsednictví bankovní rady v Národní bance Švédska, taky působil na ministerstvu financí. Během svého působení ve výkonu funkce generálního tajemníka OSN se zaměřil na řešení globálních konfliktů a krizí, včetně korejské války a krize v Kongu. Byl znám svým závazkem vůči lidským právům a snaze o mezinárodní spolupráci. V roce 1961 Hammarskjöld tragicky zahynul při letecké nehodě během jednání o konfliktu v Kongu. Za svou práci a oddanost míru získal posmrtně Nobelovu cenu za mír. | [ 20 ] [ 21 ]        |
| 3 |         | U Thant (1909–1974)                 | 3. listopad 1961 – 31. prosinec 1971               | Myanmar (Barma), Asie                    | Asie & Pacifik             | U Thant byl barmský diplomat a třetí generální tajemník Organizace spojených národů. Jako generální tajemník působil ve funkci dvě volební období. Během svého působení se zaměřil na mírové řešení konfliktů, včetně kubánské raketové krize. Také se snažil posílit úlohu OSN v rozvojových zemích a podporoval boj proti chudobě a hladomoru. Po svém odchodu z funkce generálního tajemníka se angažoval v mezinárodních organizacích a vyučoval na univerzitách po celém světě. | [ 22 ] [ 23 ]        |
| 4 |         | Kurt Waldheim (1918–2007)           | 1. leden 1972 – 31. prosinec 1981                  | Rakousko, Evropa                         | Západní Evropa & další     | Kurt Waldheim byl rakouský diplomat a čtvrtý generální tajemník Organizace spojených národů. Jako generální tajemník OSN působil ve funkci dvě volební období. Předtím působil jako ministr zahraničních věcí Rakouska a také jako rakouský velvyslanec v Kanadě. Během svého působení ve funkci generálního tajemníka OSN se zaměřil na řešení globálních válek, konfliktů a krizí, včetně konfliktu mezi Indií a Pákistánem. V roce 1986 byl však obviněn z účasti na válečných zločinech během Druhé světové války, ve které údajně sloužil jako důstojník Wehrmachtu v Jugoslávii. Waldheim tvrdil, že o těchto zločinech nevěděl, ale jeho obvinění vedlo k mezinárodnímu skandálu. Po svém odchodu z funkce generálního tajemníka se angažoval v politice v Rakousku a v roce 1986 - 1992 se stal rakouským presidentem. | [ 24 ] [ 25 ]        |
| 5 |         | Javier Pérez de Cuéllar (1920–2020) | 1. leden 1982 – 31. prosinec 1991                  | Peru, Amerika                            | Latinská Amerika & Karibik | Javier Pérez de Cuéllar byl peruánský diplomat a pátý generální tajemník Organizace spojených národů. Jako generální tajemník OSN působil ve funkci dvě volební období. Předtím sloužil jako peruánský velvyslanec, např. ve Francii, Bolívii, Brazílii, atd. Mimo jiné působil také jako ministr zahraničních věcí Peru. Během svého působení ve funkci generálního tajemníka se zaměřil na posílení úlohy OSN v mezinárodních otázkách, včetně konfliktu mezi Argentinou a Spojeným královstvím o Falklandské ostrovy, boje proti apartheidu v Jihoafrické republice a ochrany lidských práv. Po svém odchodu z funkce generálního tajemníka v diplomatické kariéře se dále angažoval v peruánské politice. | [ 26 ] [ 27 ]        |

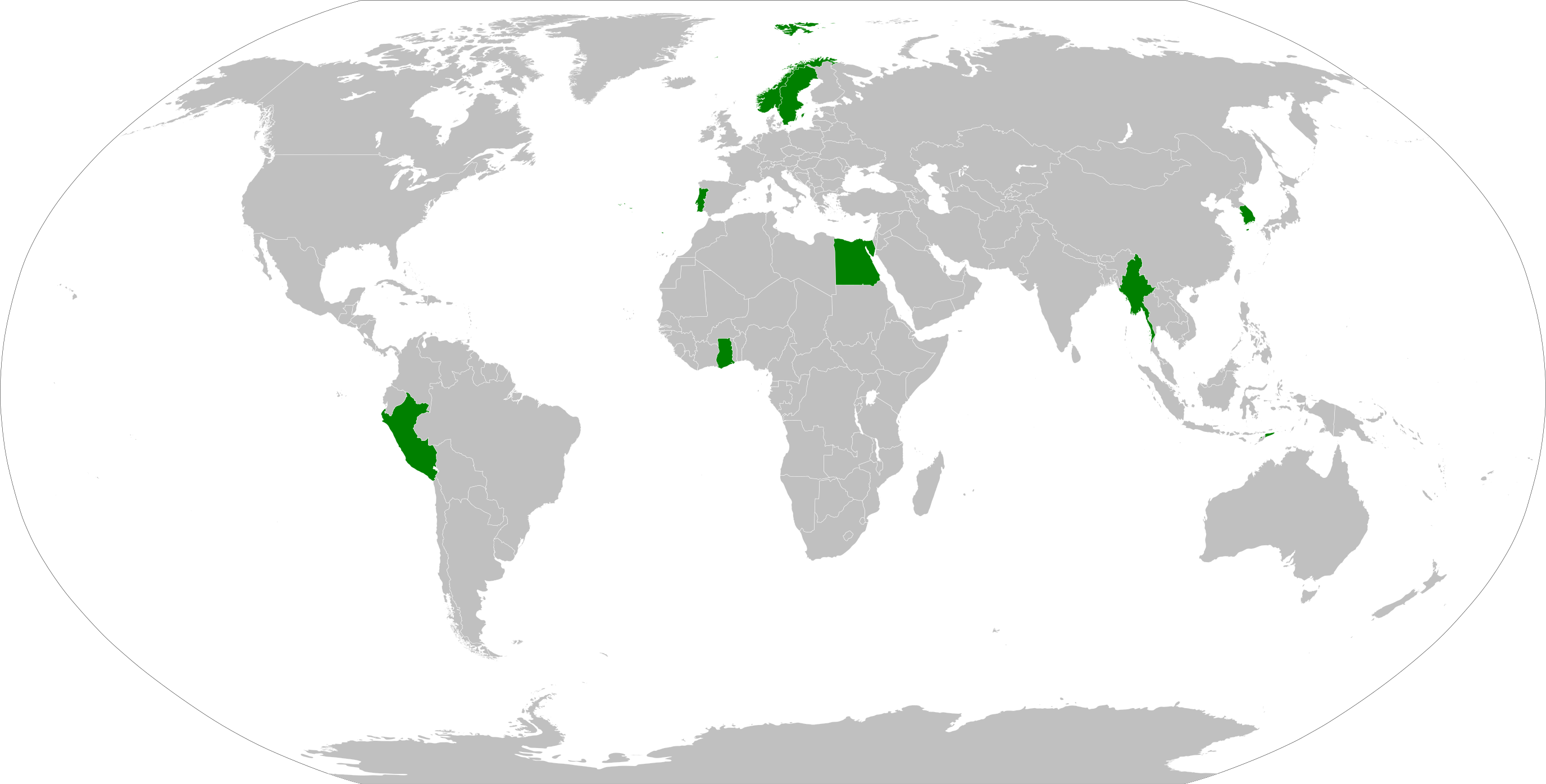
Mapa zobrazující státy, které měly svého zástupce v roli generálního tajemníka Organizace spojených národů

| 6 |         | Butrus Butrus-Ghálí (1922–2016)     | 1. leden 1992 – 31. prosinec 1996                  | Egypt, Afrika                            | Afrika                     | Butros Butros-Ghálí byl egyptský diplomat a šestý generální tajemník Organizace spojených národů. Předtím působil mimo jiné jako místopředseda vlády a ministr zahraničních věcí Egypta. Během svého působení na čele OSN se zaměřil na řešení konfliktů v Africe. Kromě toho se snažil posílit úlohu OSN v globálních záležitostech, jako jsou lidská práva a humanitární pomoc, proces dekolonizace v Africe, konflikty na Blízkém východě, boj proti chudobě, atd. Po svém odchodu z funkce generálního tajemníka se věnoval akademické činnosti a publikoval řadu knih o mezinárodních vztazích a o mezinárodním právu. | [ 28 ]               |
| 7 |         | Kofi Annan (1938–2018)              | 1. leden 1997 – 31. prosinec 2006                  | Ghana, Afrika                            | Afrika                     | Kofi Annan byl ghanský diplomat a sedmý generální tajemník Organizace spojených národů. Jako generální tajemník OSN působil ve funkci dvě volební období. V OSN působil také v různých jiných funkcích, včetně pozice zvláštního zástupce generálního tajemníka pro Jugoslávii. Jako generální tajemník se věnoval řešení globálních výzev, jako jsou lidská práva, rozvojová spolupráce, mírové operace a boj proti AIDS. Kromě toho se angažoval v boji proti chudobě a podpoře vzdělávání. Byl oceněn několika významnými tituly a cenami, včetně Nobelovy ceny za mír v roce 2001. | [ 29 ]               |
| 8 |         | Pan Ki-mun (nar. 1944)              | 1. leden 2007 – 31. prosinec 2016                  | Jižní Korea, Asie                        | Asie & Pacifik             | Pan Ki-mun je jihokorejský diplomat a osmý generální tajemník Organizace spojených národů. Jako generální tajemník OSN působil ve funkci dvě volební období. Předtím působil mimo jiné jako jihokorejský ministr zahraničních věcí. Za svou kariéru se zaměřil na globální výzvy jako ochrana lidských práv, klimatické změny, boj proti terorismu a odzbrojení jaderných zbraní. Za svou práci získal několik významních ocenění. | [ 30 ] [ 31 ] [ 32 ] |
| 9 |         | António Guterres (nar. 1949)        | 1. leden 2017 – současnost                         | Portugalsko, Evropa Východní Timor, Asie | Západní Evropa & další     | António Guterres je portugalský politik a bývalý portugalský premiér, zastával úřad vysokého komisaře Organizace spojených národů pro uprchlíky. Jako devátý generální tajemník OSN působí již druhé volební období. Guterres se zaměřuje na řešení globálních výzev, jako jsou ochrana lidských práv, klimatické změny a mírová jednání. Kromě toho prosazuje větší účast žen ve vedení a rovnost pohlaví. | [ 33 ]               |